# 竹下良則
竹下 良則（たけした よしのり、1959年5月12日 - ）は、男性アナウンサー。

## 人物
- 広島県出身。立正大学文学部社会学科卒業。
- 東日本放送アナウンサー。
- ラジオ福島アナウンサー。
- ラジオ福島退職後、圭三プロダクション所属フリーアナウンサー。ナレーション、圭三塾講師も務める。

## テレビ
東日本放送時代
フリー
- NHKニュース7（スポーツナレーション）
- NHKニュース10（スポーツナレーション）
- サタデースポーツ（スポーツナレーション）
- つながるテレビ@ヒューマン（スポーツナレーション）
- BSスポーツ ニュース（ナレーション)
- 3時にあいましょう（ナレーション）
- スーパーワイド（ナレーション）
- 地球的買物（ナレーション）
- 輝く日本の星（場内実況アナウンサー）
- 東武沿線週末散歩（ナレーション）
- ベイサイドスタジオ（ナレーション）
- ぶっきらぼうな60分（ナレーション）
- NHK海外ネットワーク（ナレーション）
- NHKニュースおはよう日本（スポーツナレーション）
- ニュースウオッチ9（スポーツナレーション）
- きょうのニュース&スポーツ（スポーツナレーション）
- サンデースポーツ（スポーツナレーション）
- アジア･クロスロード（ナレーション）
- CSサムライTV格闘技（実況アナウンサー）

## ラジオ
ラジオ福島
フリー
- マインド・ユー（パーソナリティー）